# Pierre-Jean David d'Angers
Pierre-Jean David d'Angers (Angers, 12 de març de 1788 – París, 6 de gener de 1856) fou un escultor romàntic francès.
Malgrat la misèria en què va viure el seu pare, el qual era escultor tallista (1760-1821) motivà la constant oposició que trobà David d'Angers per a dedicar-se a les arts; per fi, vencent tota classes d'obstacles, es dirigí a París (1808) quan ja contava vint anys, guanyant difícilment la seua manutenció en l'obrador d'un escultor d'ornaments nomenat Besnier; treballà un cert temps en les obres de decoració de l'Arc de Triomf del Carrousel, amb un jornal d'un franc diari, fins que freqüentà els estudis de l'escultor Laurent Roland i el del seu cosí Jacques-Louis David, que fou el seu mestre de dibuix.
El 1810 aconseguí el segon premi en els exercicis per la pensió de Roma, i assolí el primer l'any següent amb un gran baix relleu representant la Mort d'Epaminondes (Museu d'Angers). Des del 1811 fins al 1816 sofrí a Roma la influència d'Antonio Canova, estil al qual assimilà ràpidament, distanciant-se de les idees estètiques del cèlebre italià, arrossegat pels ideals patriòtics imperants a França.

## Canvi de concepció escultòrica
L'estudi que va poder fer el 1816, durant un viatge a Londres, de l'admirable fris del Partenó, modificà ràpidament les seves concepcions escultòriques, retornant a París, on executà el monument al gran Condé, començant pel seu difunt mestre Roland; exposà el model en el Saló de 1817, aconseguint un èxit que li reportà l'execució d'un crescut nombre d'estàtues, entre les quals destaquen les del rei Renat I a Ais de Provença el 1822, Jean Racine, i François-Joseph Talma el 1827 al Teatre Francès i nombrosos busts i relleus.
El 1827 exposà una estàtua d'una jove grega per la tomba del patriota Markos Botzaris; ensems executà un fris per al teatre de l'Odèon (destruït per un incendi), despertant aquestes obres tal admiració, que l'enveja d'algun dels seus col·legues es revelà per un covard atemptat del qual fou víctima el 6 de gener de 1828, sent ferit per l'esquena d'un tret, tardant molt a restablir-se. Durant la seva convalescència executà a Londres els busts de la novel·lista Sydney, Lady Morgan, Sidney Smith, Jeremies Bentham i de l'escriptora Amelia Opie.
El 1829 modelà a Weimar un bust colossal de Goethe (Biblioteca gran ducal de Weimar i rèplica en la de Dresden) i un medalló amb els retrats de Goethe i Friedrich von Schiller. Més tard modelà l'estàtua ajaguda del mariscal Laurent Gouvion Saint-Cyr, i del president dels Estats Units, Thomas Jefferson; casat el 1831 amb una neboda de Larevèlliere-Lepaux, realitzà, en companyia de la seva jove esposa, un viatge per Alemanya, visitant Colònia, Dresden, Nuremberg, Múnic i Berlín, on modelà els busts de Rauch, Alexander Humboldt, Berzelius, Chamisso i d'altres.
En retornar a París modelà el frontó del Panteó de París i l'estàtua de Filopemen (Museu del Louvre. L'obra de David d'Angers comprèn unes 60 estàtues, 150 busts, 70 relleus i més de 500 medalles, la qual majoria figura en el Museu d'Angers. El 1851 es veié obligat a emigrar, viatjant per Bèlgica i residint cert temps a Grècia. Retornà minat per la malaltia el 1853, i morí a París.
Posseïxen obres d'aquest escultor els Museus del Louvre, Versalles, Sèvres, Abbeville, Aix, Avignon, Bagnères-de-Bigorre, Baiona, Blois, Cambrai, Dijon, Douai, Dunkerque, Marsella, Nancy, Rennes, Ruan, Rochefort, Troyes, Valenciennes, Ginebra i Dresden. Va pertànyer a les Acadèmies de París, Roma, Berlín, Londres i Nova York.

## Galeria

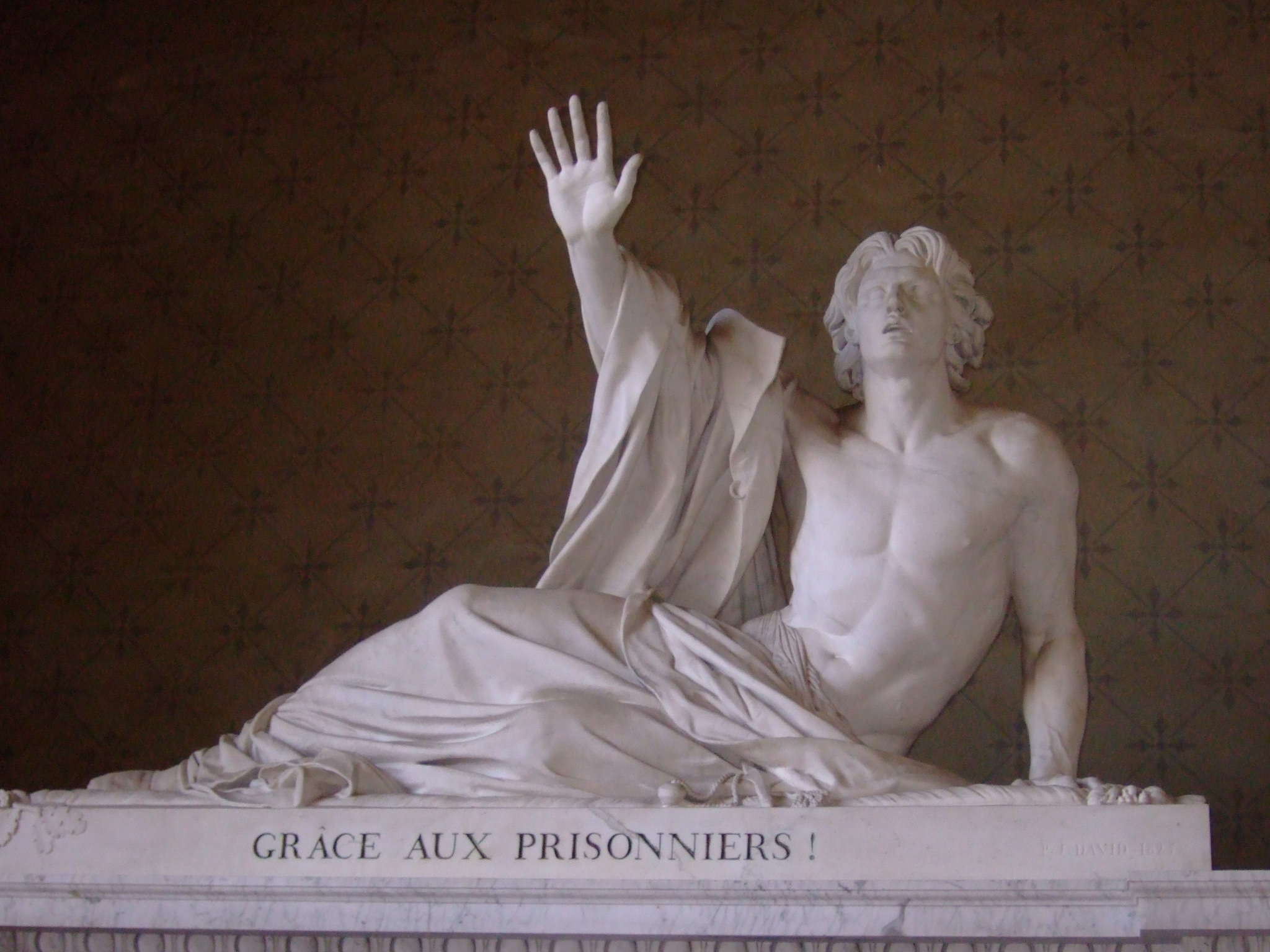
El Perdó de Bonchamps
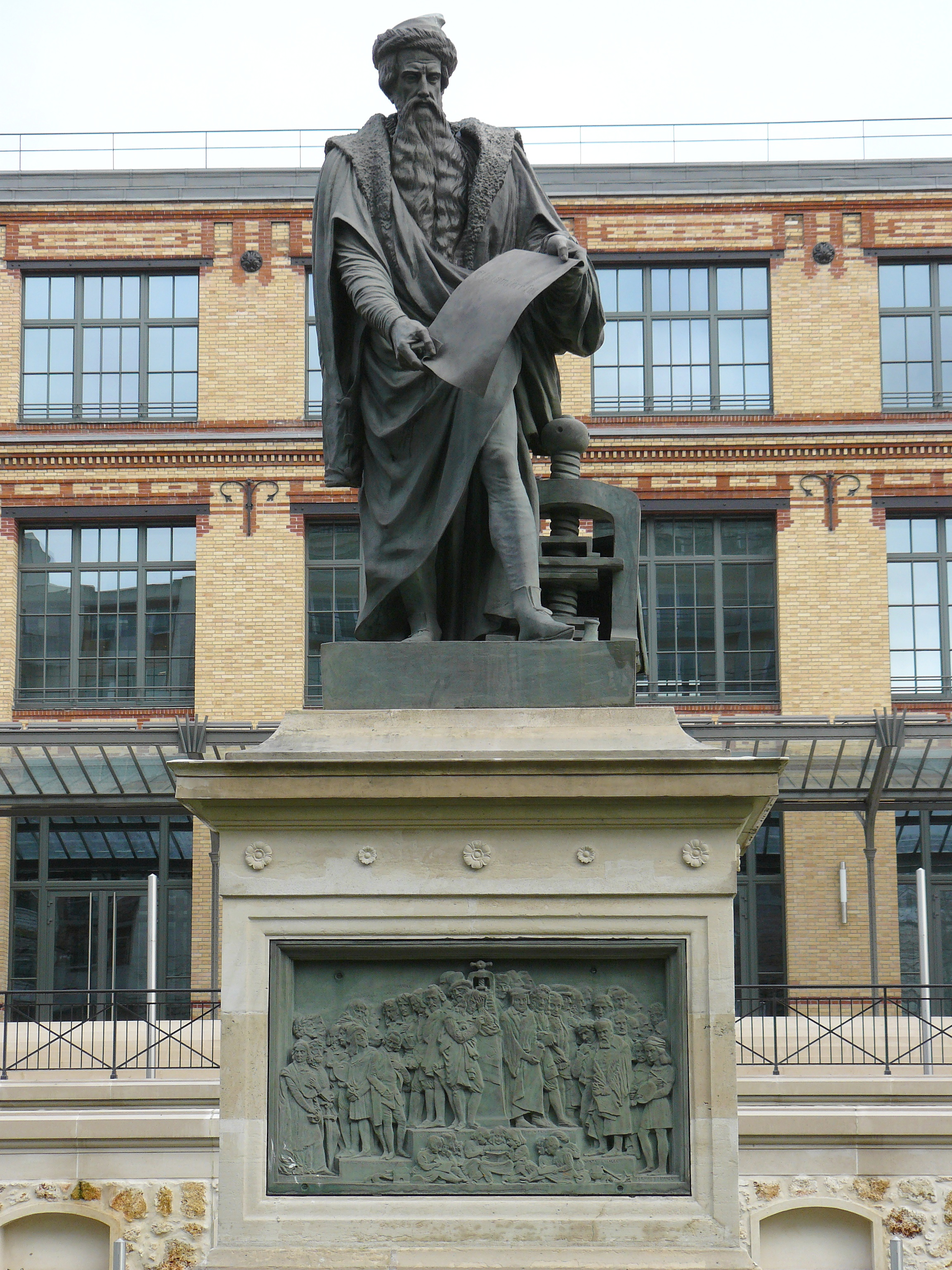
Estàtua a Gutenberg
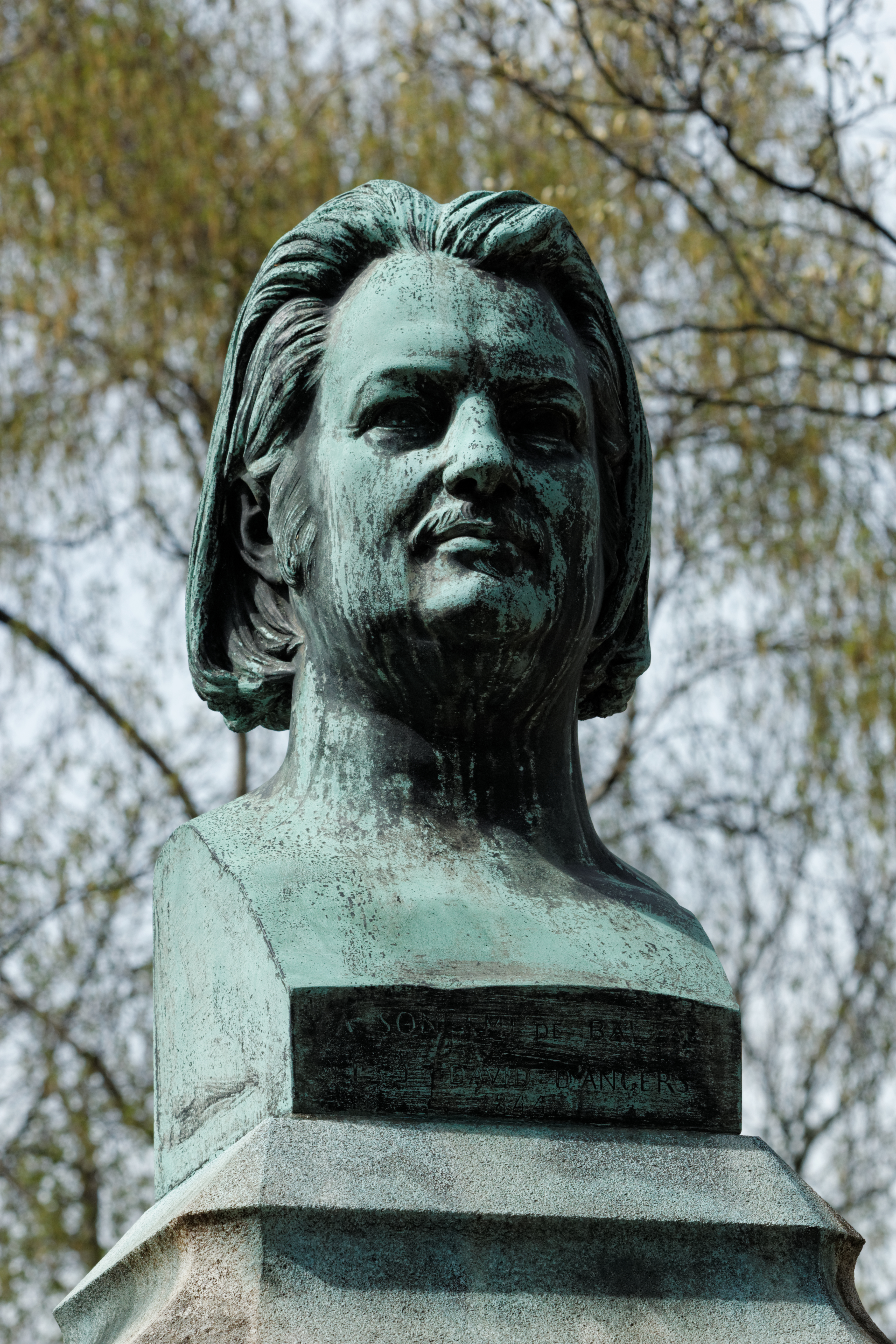
Tomba d'Honorat de Balzac
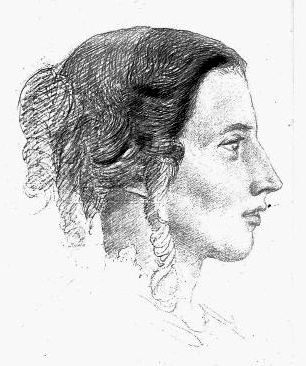
Esborrany de Harriet Beecher
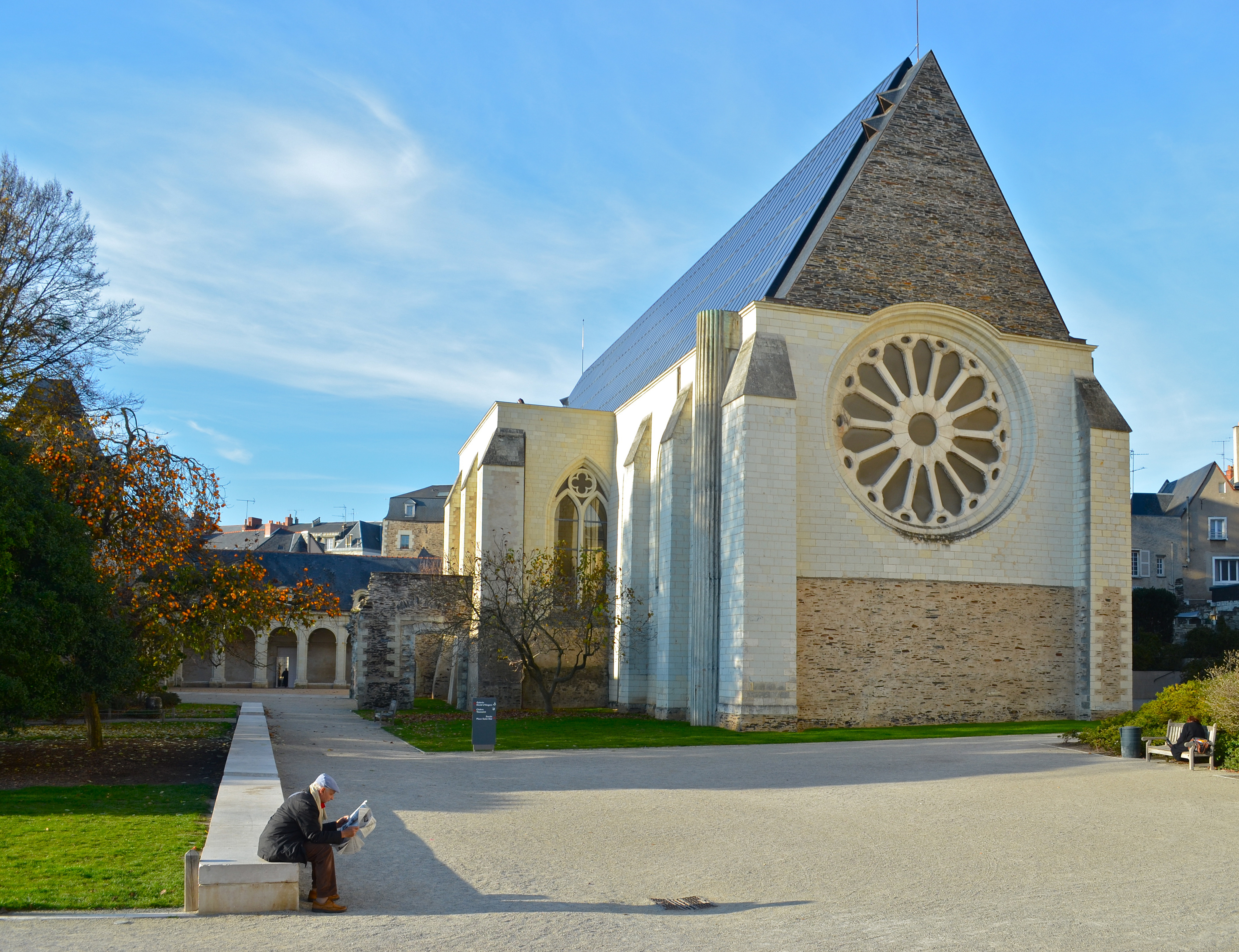
Museu David d'Angers en una antiga Abadia d'Angers
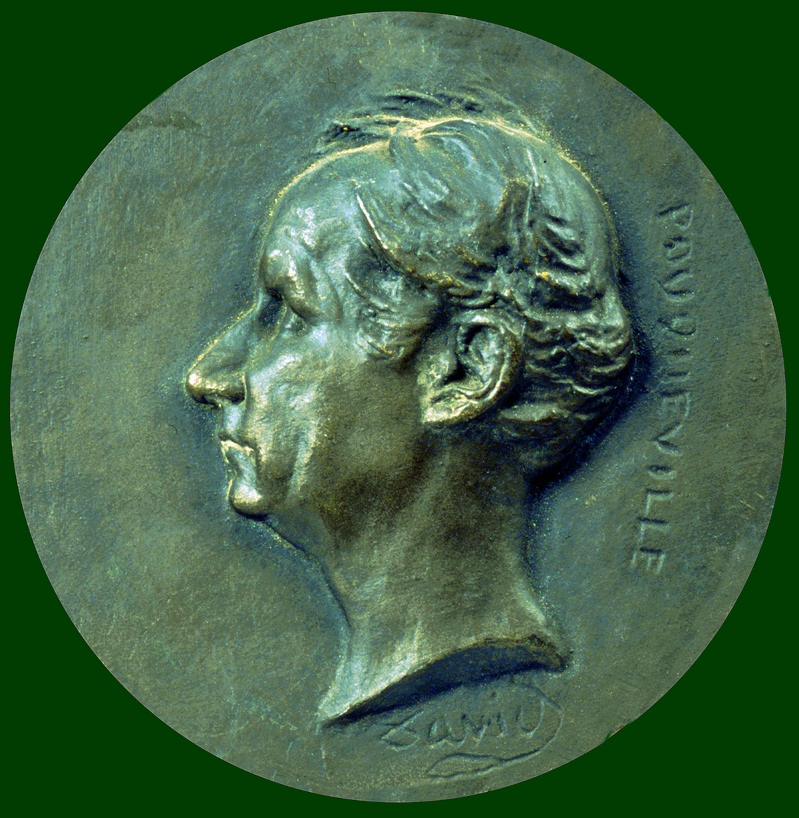
Efigie en bronze a Francois Pouqueville
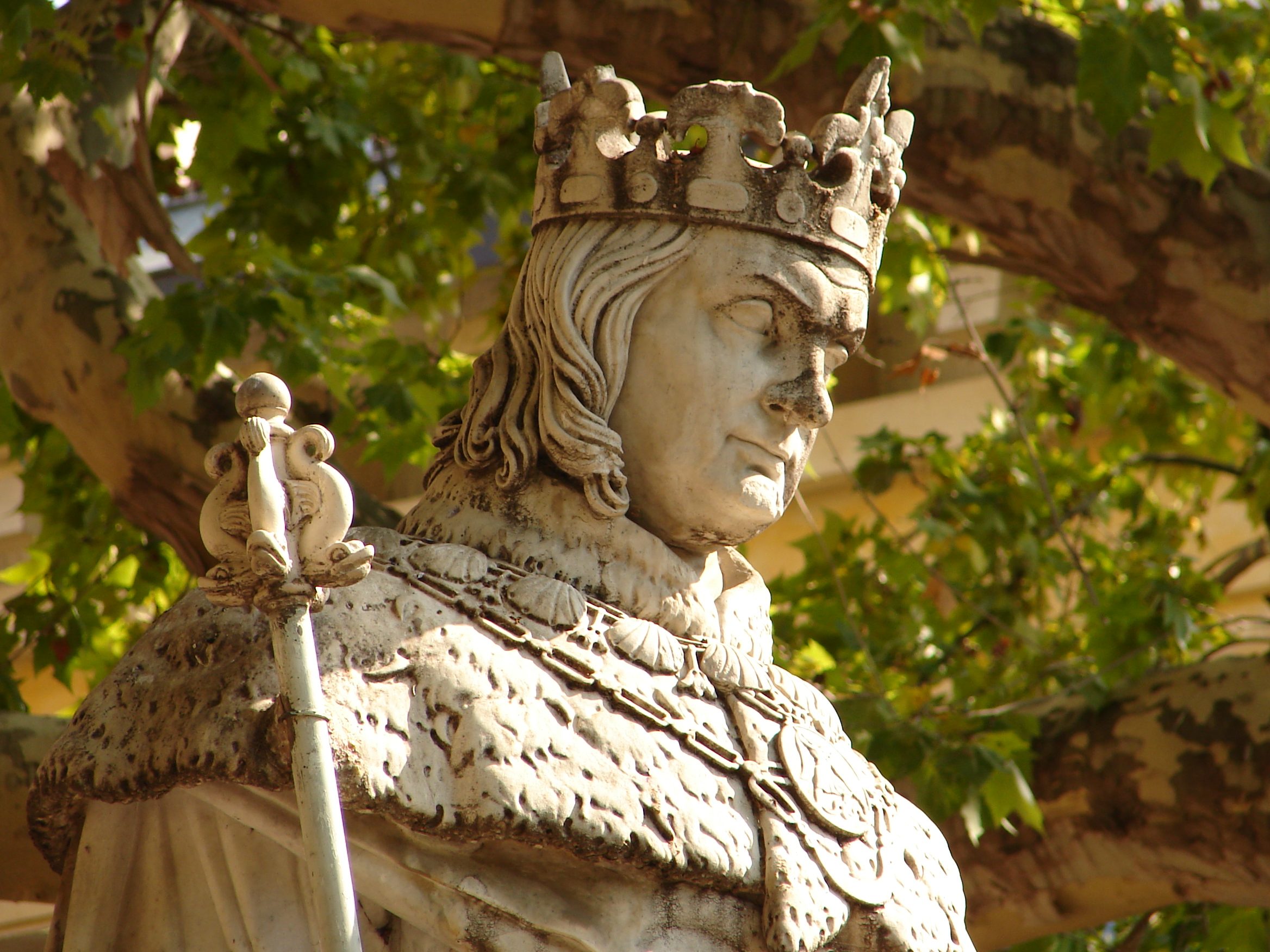
El rei Renat I
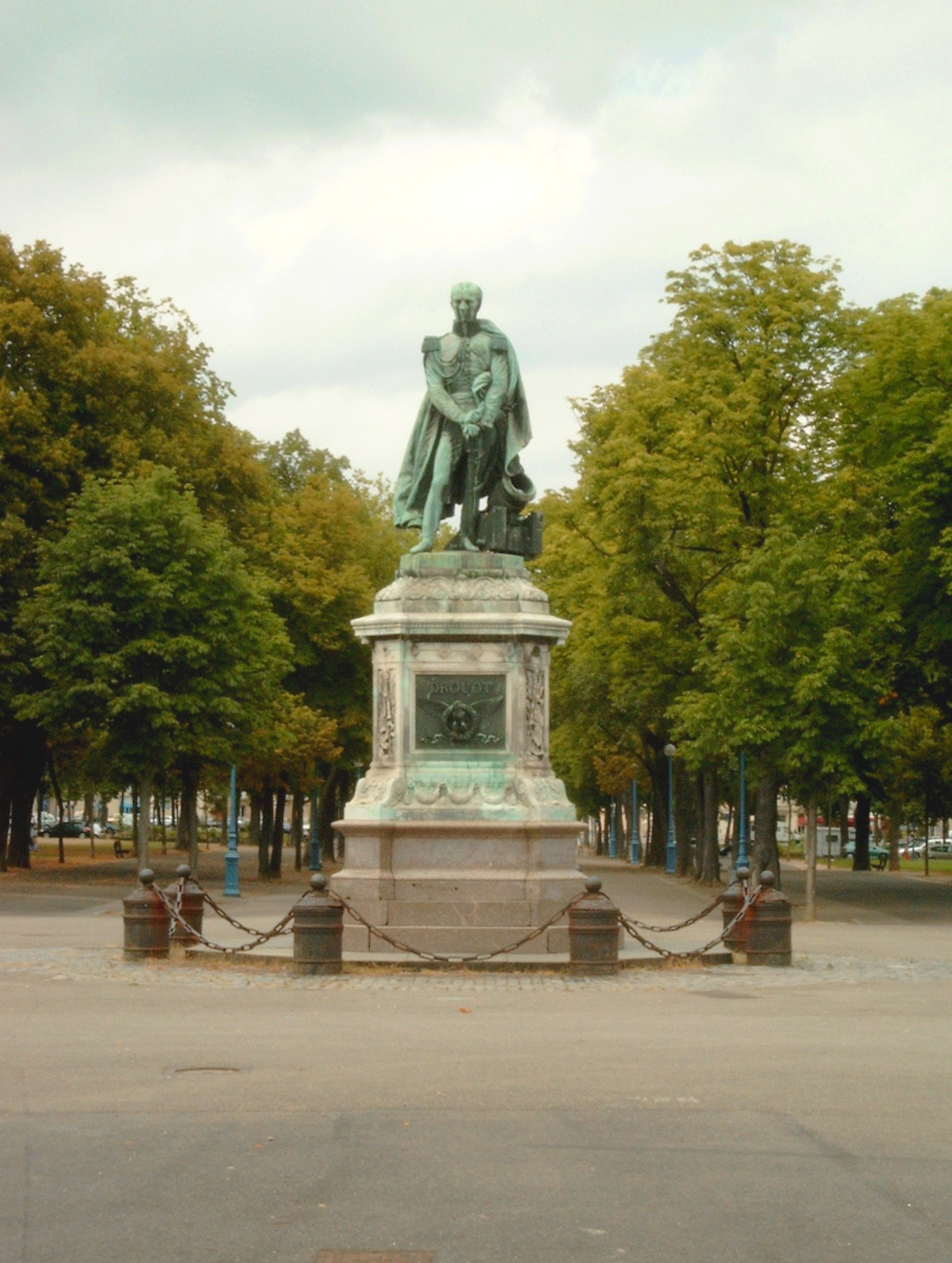
Estàtua del general Drouot
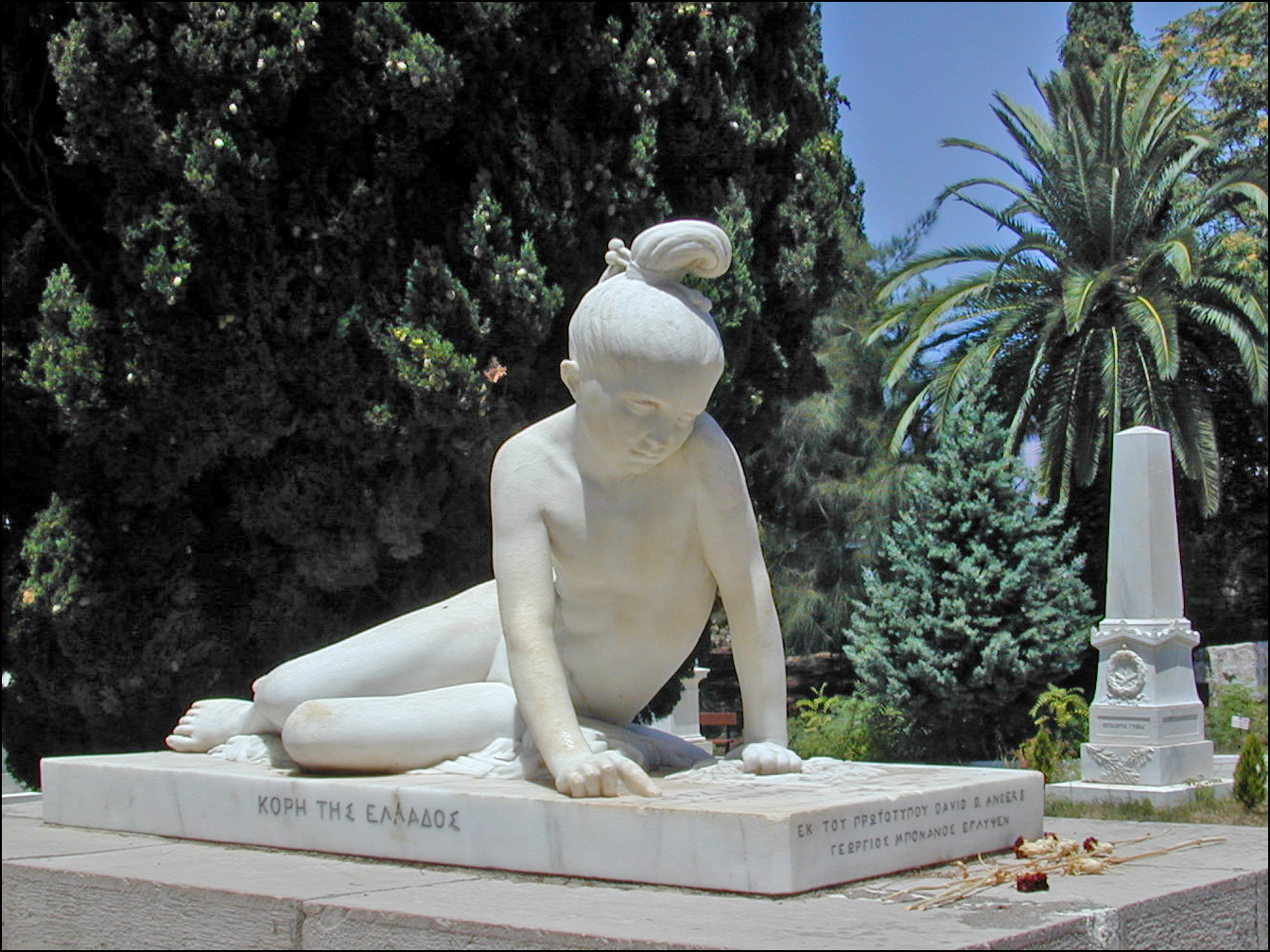
Jove grega per la tomba de Botzaris
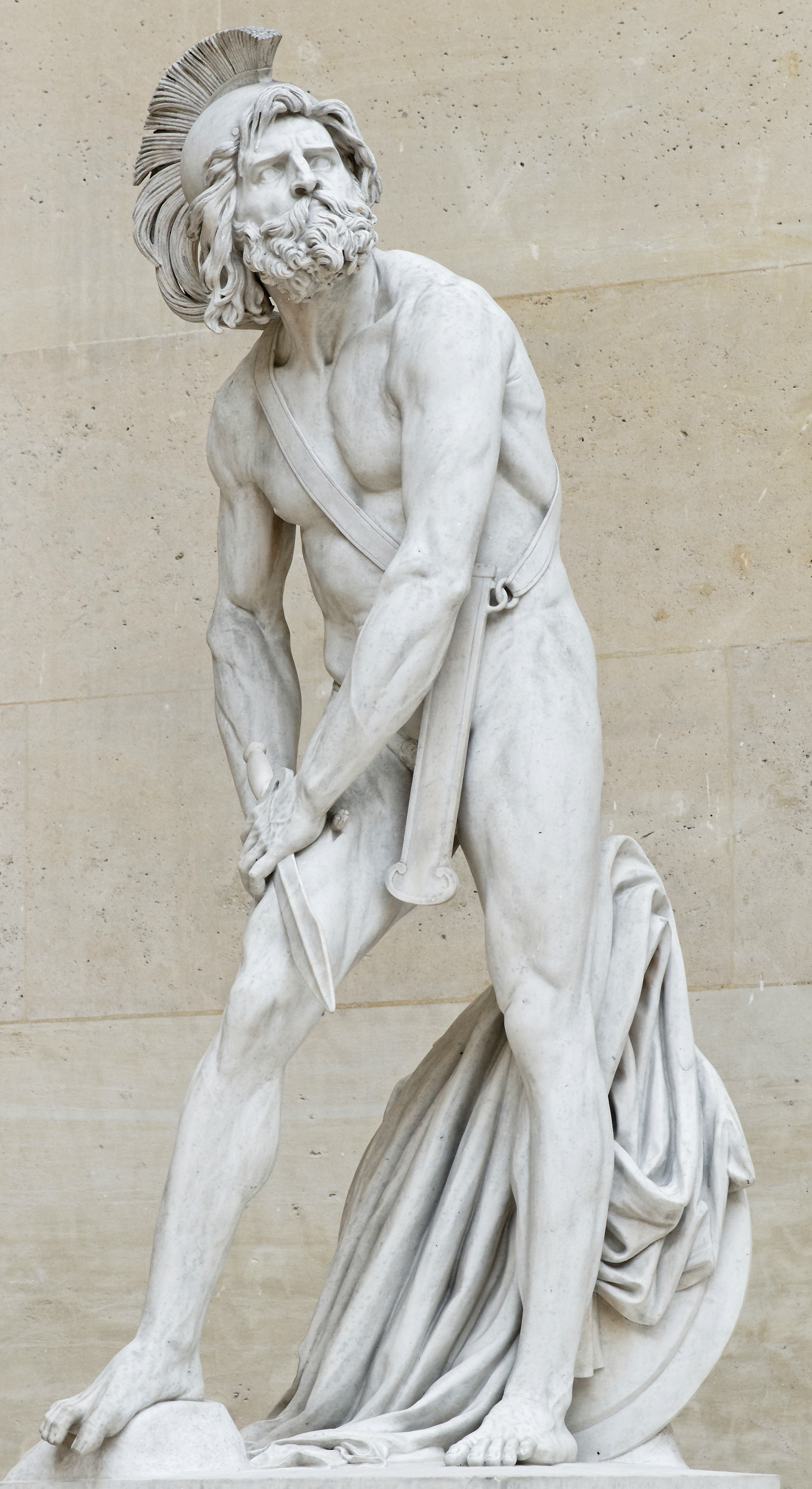
Estàtua de Filopemen